# اچ‌ام‌ای‌اس کیاما
اچ‌ام‌ای‌اس کیاما (به انگلیسی: HMAS Kiama) یک کشتی بود که طول آن ۱۸۶ فوت (۵۷ متر) بود. این کشتی در سال ۱۹۴۳ ساخته شد.